# Piefke
Das Wort Piefke ist in Österreich (dort Plural die Piefke statt die Piefkes), Südtirol und Oberbayern ein Ethnophaulismus, also eine umgangssprachlich verwendete, meist abwertend gemeinte Bezeichnung für Deutsche  mit entsprechender Sprachfärbung. In Deutschland ist es zumeist ein Synonym für einen Prahler oder einen Wichtigtuer, auch für Snob und „feiner Pinkel“. Piefig dagegen bedeutet kleinbürgerlich, spießig.

## Verwendung
Verwendung und Bedeutung von Piefke in Österreich sind dem in Altbayern verbreiteten Preiß für Landsleute nördlich des sogenannten „Weißwurstäquators“ vergleichbar, auch im westlichen Österreich wird dieser Begriff eher verwendet als Piefke, allerdings werden die Süddeutschen meist davon ausgenommen. Beide Bezeichnungen gehören zur Gruppe der Ethnophaulismen („abwertenden Fremdbezeichnungen für Volksgruppen“).

## Wortursprung
Der Familienname Piefke stammt aus dem deutschen Osten beziehungsweise dem slawischen Raum. Der mit piwo ('Bier') zusammenhängende altpolnische Familienname Piwka ist in einem lateinischen Krakauer Dokument von 1390 mit Pifka und in einem deutschen Lemberger Dokument von 1445 mit Piwke wiedergegeben. Daraus wird geschlossen, dass Piwka von deutschen Ostsiedlern eingedeutscht wurde und die Urform von Piefke ist.
Piefke wurde in den 1840er Jahren auch als Name einer Witzfigur verwendet. 1882 griff Wilhelm Busch die Bezeichnung in diesem Sinn für seine Geschichte Plisch und Plum auf: Mister Pief nennt Busch den ebenso steifen wie dummen Engländer, der die beiden Hunde erwirbt.
Seine Funktion als Symbol für den typischen korrekten Preußen dürfte der Name aber vor allem seit der Niederlage des Deutschen Bundes mit Österreich gegen Preußen im Deutschen Krieg 1866 innehaben. Das verdankt er wohl nicht zuletzt dem bekannten preußischen Militärmusiker Johann Gottfried Piefke, der den Königgrätzer Marsch zur Feier des preußischen Sieges in der Entscheidungsschlacht komponierte und der auch bei der Siegesparade anwesend war und dirigierte. In dieser Zeit fixierte sich auch die despektierliche Nuance in Preuße, vergleichbar dem zweihundert Jahre älteren Schimpfwort Schwede aus dem Dreißigjährigen Krieg.
Über die Begriffsprägung im heutigen Sinn gibt es wenigstens zwei Hypothesen, die jedoch in den Bereich der Volkslegenden einzuordnen sind und sich historisch nicht belegen lassen:

### Hypothese von Joachim Schneider

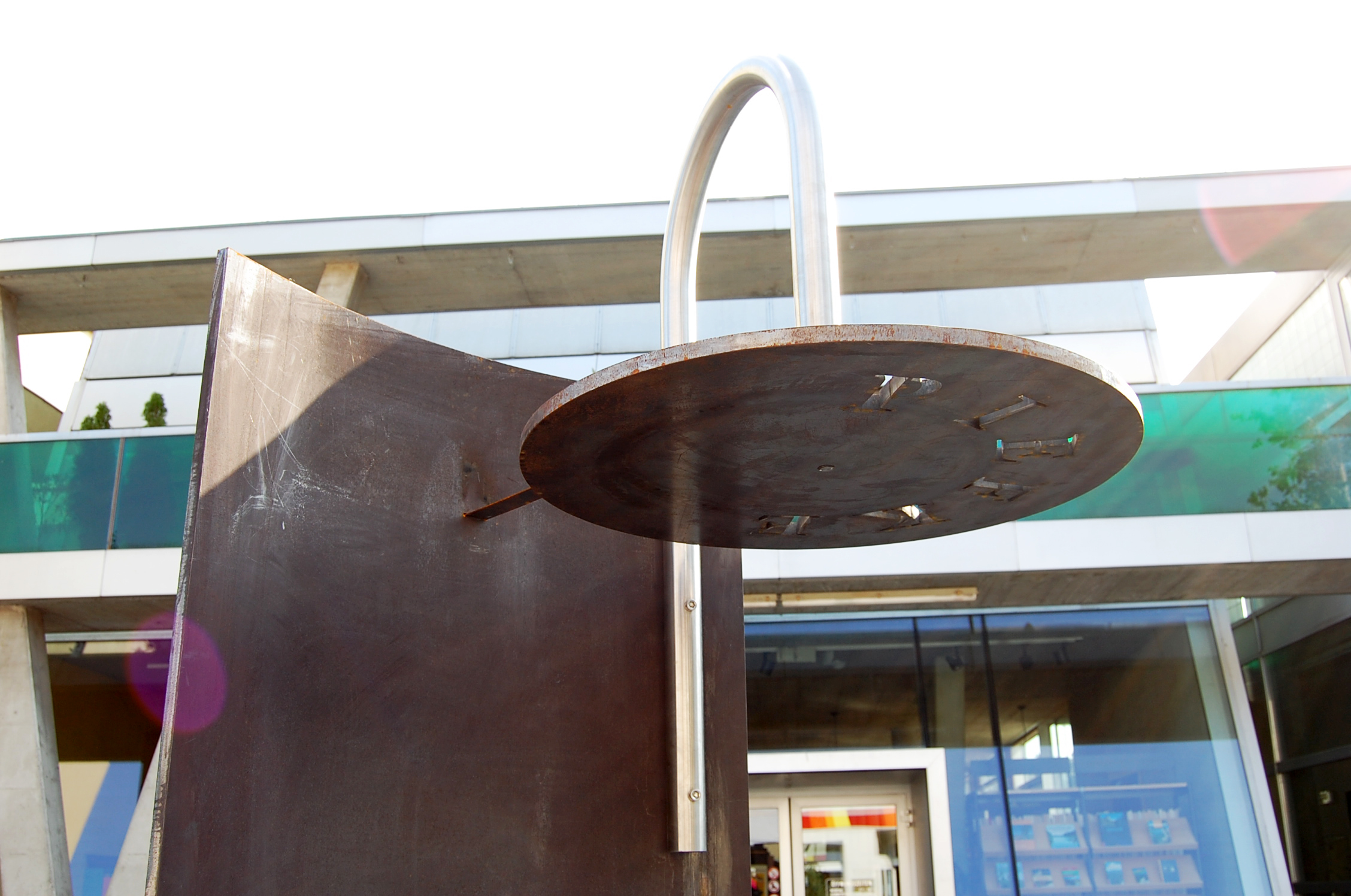
Piefke-Denkmal in Gänserndorf

Am 31. Juli 1866 fand nach Ende des preußisch-österreichischen Krieges im Marchfeld bei Gänserndorf ca. 20 km vor Wien eine große Parade mit dem 3., 4. und Teilen des 2. Armeekorps vor König Wilhelm I. von Preußen statt. Neben Johann Gottfried Piefke – genannt „August“ – dirigierte auch sein Bruder Rudolf (1835–1900) ein Musikkorps. Unter den herbeigeeilten Wienern soll sich der Ruf „Die Piefke kommen“ verbreitet haben und zum Sinnbild für 50.000 marschierende Preußen geworden sein.
Im September 2009 wurde zu Ehren Piefkes in Gänserndorf das weltweit einzig erhaltene Piefke-Denkmal errichtet. Durch die „Klangskulptur aus Cortenstahl“, die einen Plattenspieler darstellen soll, will die Stadt den Begriff „Piefke“ rehabilitieren.

### Hypothese von Peter Wehle
Peter Wehle führt die Bezeichnung „Piefke“ auf die Erstürmung der Düppeler Schanzen im Deutsch-Dänischen Krieg zurück. Dort waren Preußen und Österreicher Waffenbrüder. Der den Angriff begleitende Militärmusikdirektor Piefke sei ein sehr „preußischer“ Preuße gewesen, der auf seine österreichischen Mitstreiter einen derart nachhaltigen Eindruck hinterlassen habe, dass sein Name zum Sinnbild des zackigen und ruppigen Preußen geworden sei.

## Neuere Entwicklungen
In den frühen 1990er Jahren erregte Felix Mitterers Piefke-Saga, die zuerst im österreichischen, später auch im deutschen Fernsehen ausgestrahlt wurde, auf beiden Seiten der Staatsgrenze erhebliches Aufsehen und sorgte für teils heftige Diskussionen über das Verhältnis zwischen Deutschen und Österreichern. Die Idee zur Serie ging auf einen nicht weniger kontrovers diskutierten Artikel „Wer braucht die Piefkes?“ einer österreichischen Wochenzeitschrift zurück.

## Medien
- Zum Thema: Die Piefke – warum wir sie brauchen und dennoch nicht mögen. In: Diagonal – Radio für Zeitgenossen, Erstausstrahlung: Ö1, Samstag, 14. Juni 2008 17:05, ORF 2008 (Programm-Information (Memento vom 20. Juni 2008 im Internet Archive))
- Stephan Winkler: Wie Österreicher die Deutschen sehen In: faz.net, 11. November 2021, abgerufen am 15. November 2021.